# Punchen (textielbewerking)

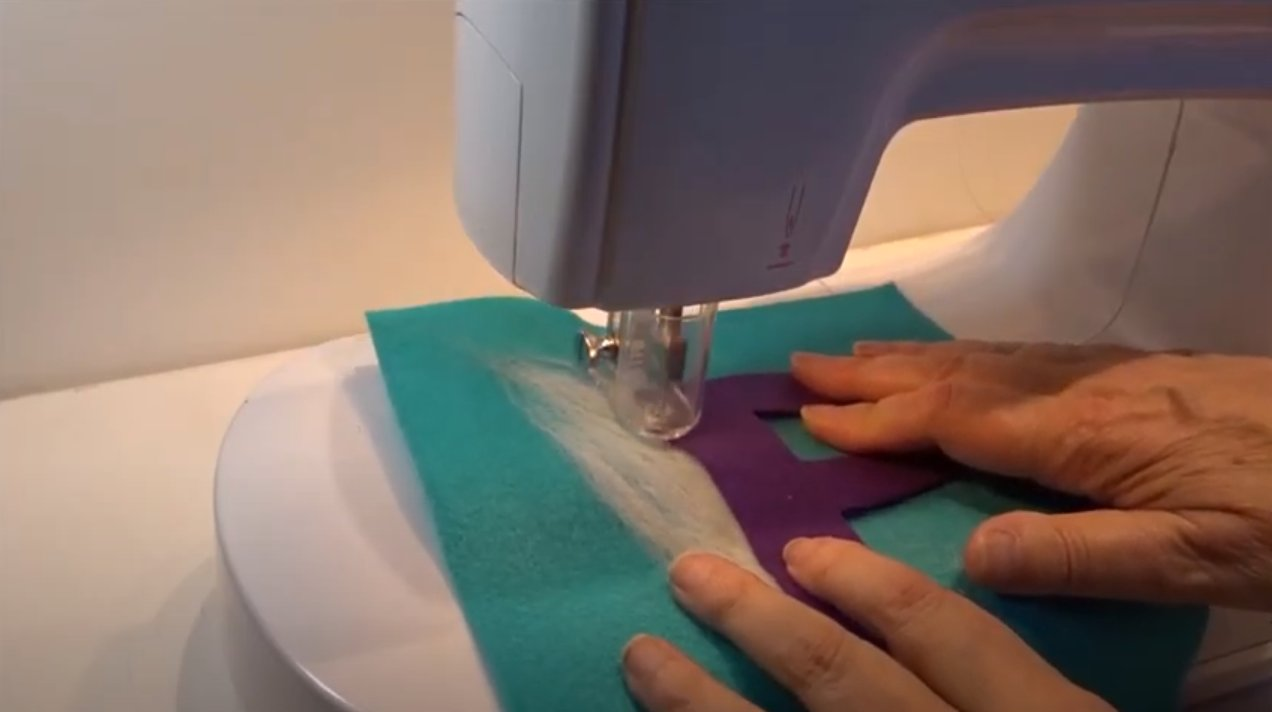
Punchen van 3 lagen met een punching machine

Punchen is machinaal naaldvilten op een compacte machine.
De punchmachine ziet er uit als een naaimachine, echter zonder garenklosjes en garenspoeltjes. Het transportmechaniek ontbreekt daarbij ook. Er bestaan machines met 5 en met 12 naalden.
De naalden zijn viltnaalden: het zijn naalden zonder oog, maar met weerhaakjes. Deze naalden zorgen ervoor dat stoffen met elkaar vervilten als de naald op- en neergaat door twee lappen textiel.
Om te kunnen punchen moet de gebruikte stof zacht en pluizig zijn, zoals vilt, maar talloze andere non-woven materialen worden ook gebruikt. Op een strak geweven stof krijgen de weerhaakjes geen kans om de draden van de ene stof door de andere stof heen te trekken.

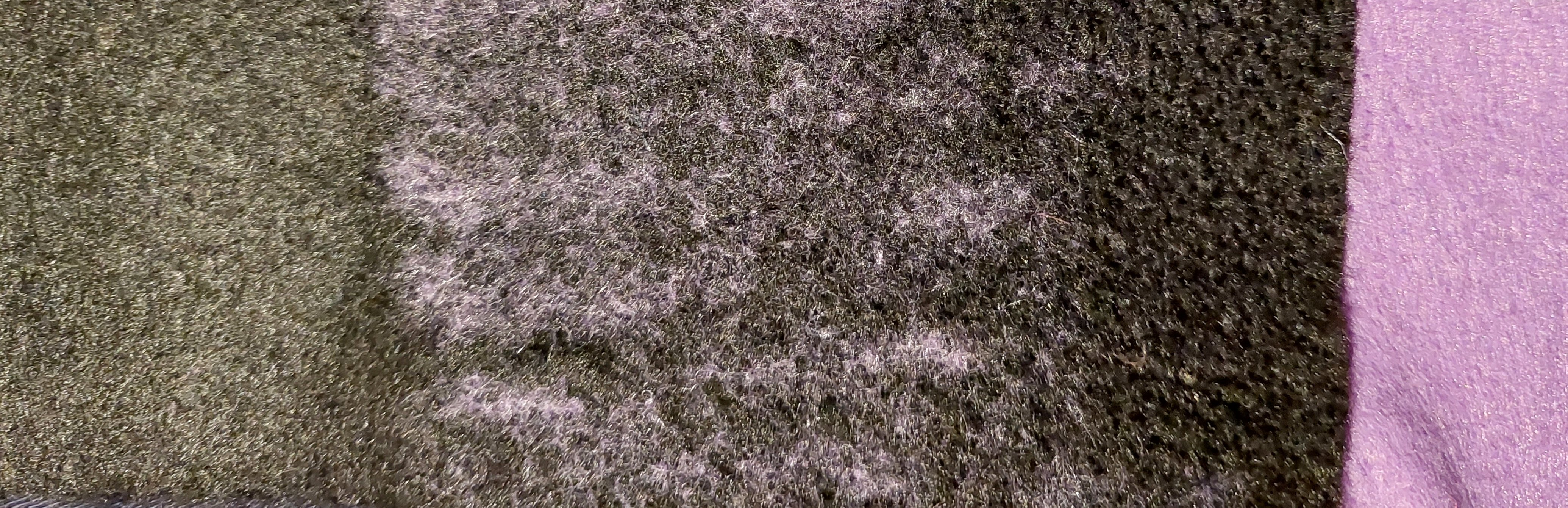
Resultaat van punchen met twee lagen vilt. De paarse draadjes komen door de zwarte stof naar boven.

Na het punchen zitten de twee lagen stof aan elkaar bevestigd, maar de twee lagen kunnen wel gemakkelijk van elkaar losgetrokken worden. Het punchen is daarom vooral bruikbaar voor decoratie. Om de twee lagen stof stevig aan elkaar te bevestigen zijn naaisteken nodig.  